# Église Saint-Vincent de Péreille
Pour les articles homonymes, voir Église Saint-Vincent.
L'église Saint-Vincent de Péreille est un édifice de style roman du XIIe siècle sur la commune de Péreille, dans le département de l'Ariège, en région Occitanie.

## Description
Érigée au XIIe siècle, c’est une petite église romane à simple nef prolongée par une abside en cul-de-four. Le clocher-mur compte une arcade ouverte avec cloche.

## Localisation
A 610 m d'altitude et avec un cimetière attenant, elle se trouve à Péreille-d'en-Bas, à l'ouest du village.

## Historique
L'église a été modifiée au XVIIe siècle, des peintures murales ont ensuite été ajoutées.
Un avant-porche a été construit en 1885. D'importants travaux de restauration ont été opérés en 1922.
L'église est inscrite à l'inventaire des monuments historiques par arrêté du 11 décembre 1995.

## Mobilier
Trois objets sont référencés dans la base Palissy dont une sculpture de vierge à l'enfant (voir les notices liées).

## Galerie

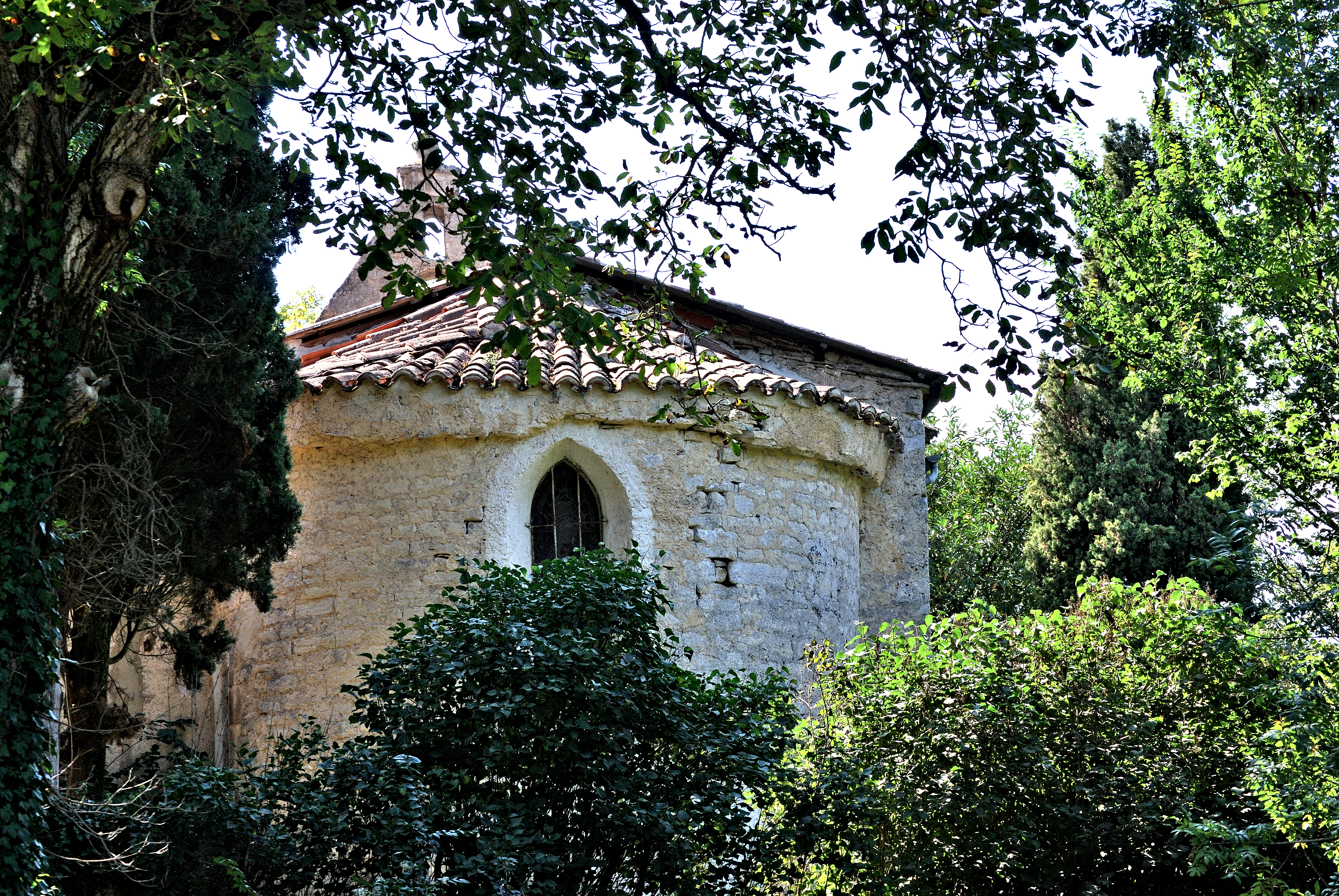
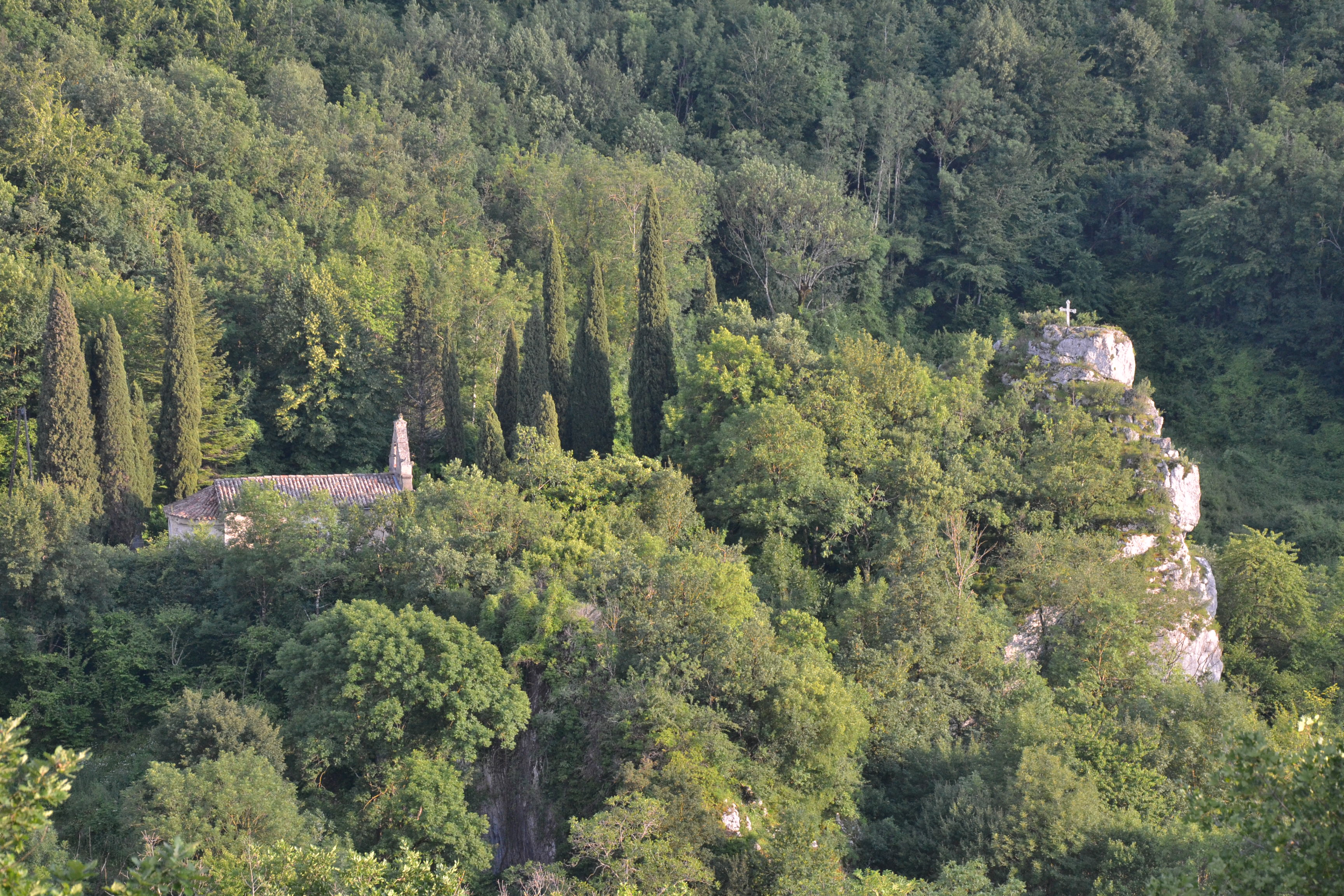
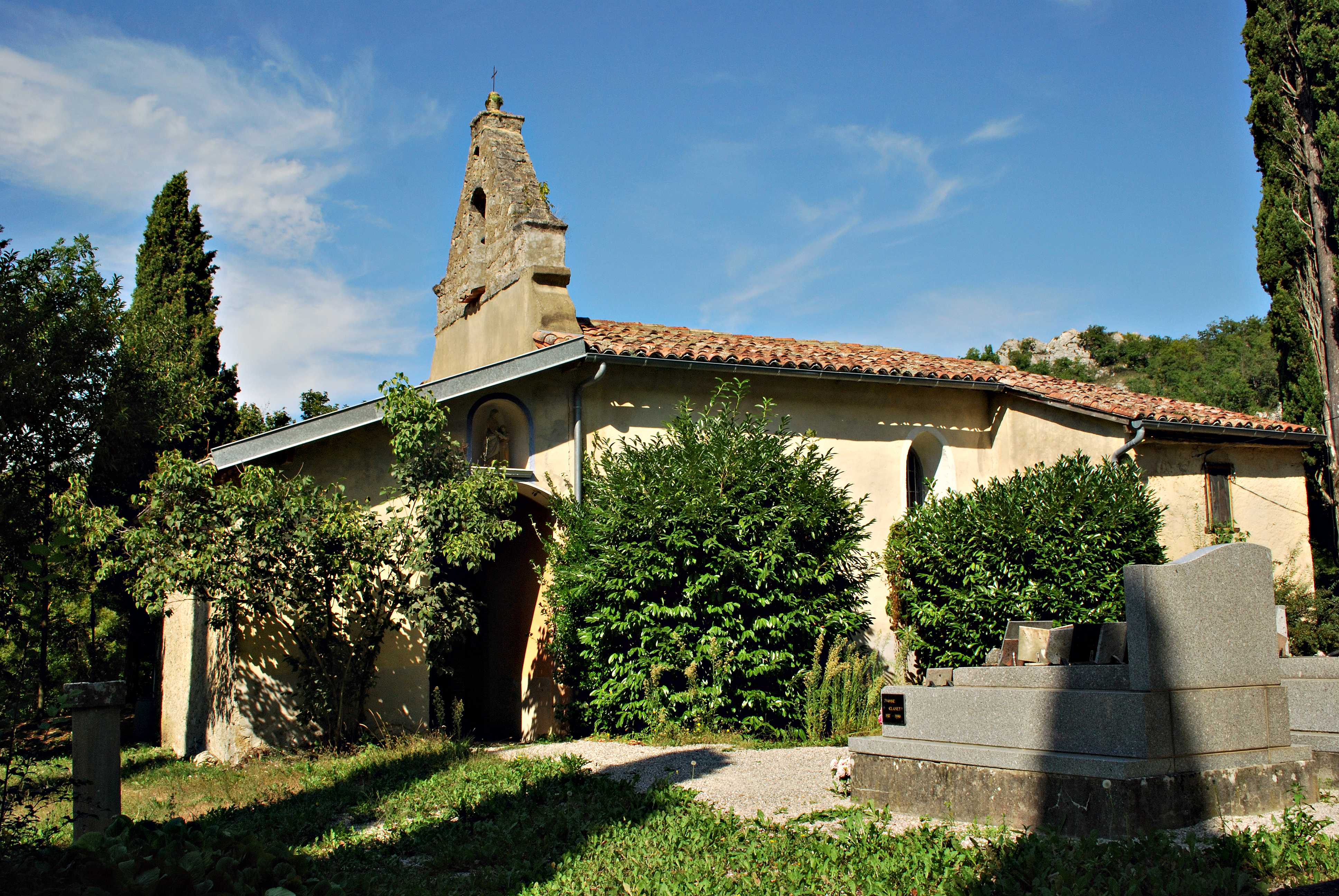
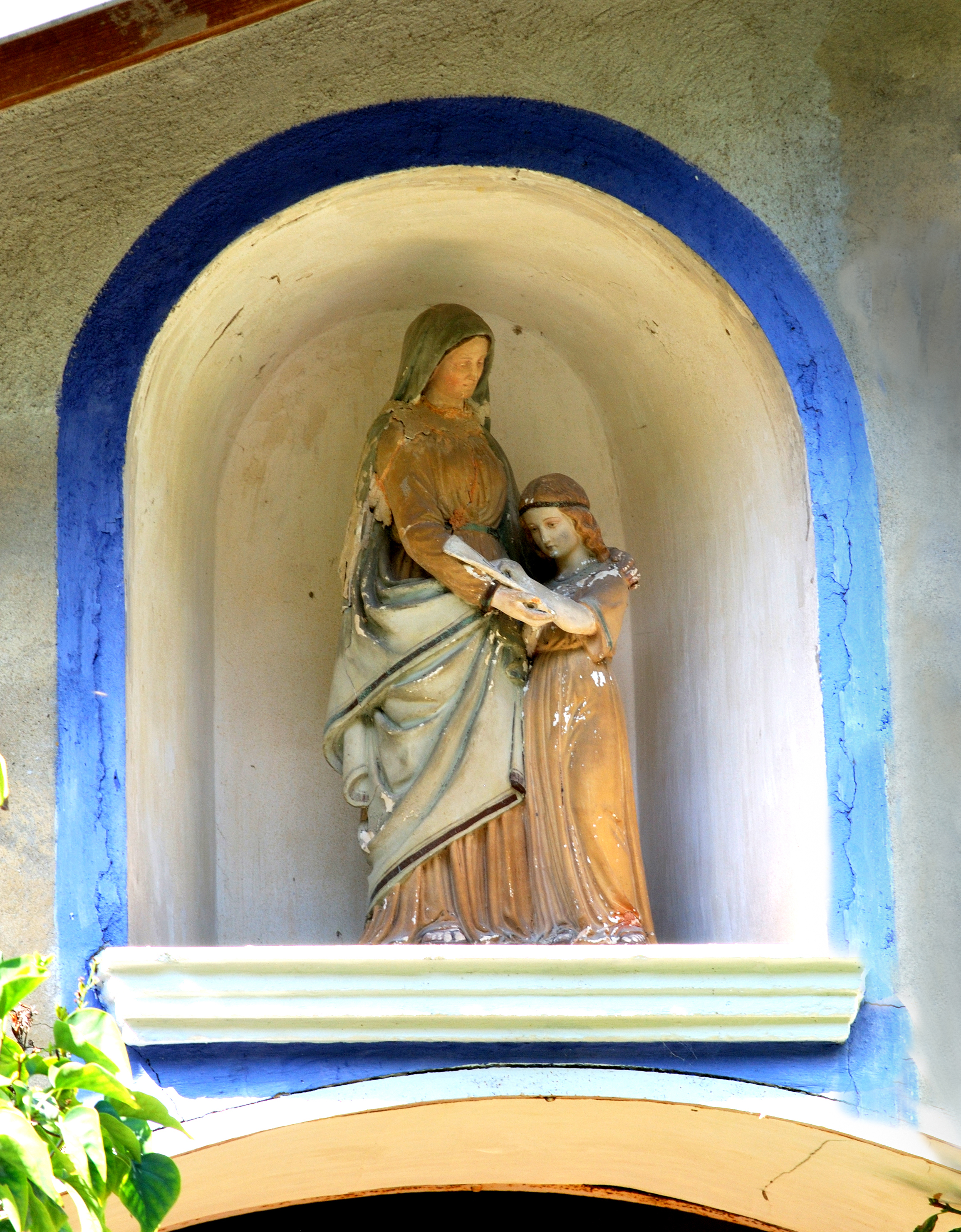

## Valorisation du patrimoine
L'église est généralement fermée.